# Marlies Ross
Pour les articles homonymes, voir Ross.
Marlies Ross, née le 26 août 1997 à Pretoria, est une nageuse sud-africaine. 

## Carrière
Marlies Ross obtient la médaille d'or des relais 4 x 100 mètres nage libre, 4 x 200 mètres nage libre et 4 x 100 mètres nage libre mixte, la médaille d'argent du 200 mètres quatre nages et du 200 mètres nage libre ainsi que la médaille de bronze du 400 mètres nage libre aux Jeux africains de 2015 à Brazzaville.